# یوانا تودران
یوانا تودران (انگلیسی: Ioana Tudoran؛ زادهٔ ۳ august ۱۹۴۸ (۷۶ سال)) ورزشکار روئینگ اهل رومانی است.
وی در مسابقات کشوری و بین‌المللی در مجموع برندهٔ ۳ مدال طلا، ۲ مدال نقره، ۱ مدال برنز شده‌است.